# Goshin jutsu
Le Kodokan Goshin Jutsu ou Kodokan Goshin Jitsu est un kata de judo Kodokan, il s'agit de formes d’auto-défense.
Créé en 1956 sous la direction de Kenji Tomiki et Sumiyuki Kotani par un comité d'experts du Kodokan. Il leur a fallu 3 ans pour le mettre au point. C'est le plus récent des kata de judo.
Le Kodokan Goshin Jutsu est parfois appelé shin kime no kata, car comme le kime-no-kata, c'est un kata de self défense (plus récent et avec des défenses sur des situations d'agression plus modernes) et doit être pourvu dans son exécution du même esprit de décision (kime). 
Il incorpore des techniques d'aïkido à travers l'influence de Kenji Tomiki. Il est constitué de 21 techniques de défense contre différents types d'attaques, attaques en saisie (au nombre de 7), attaques en atémis (5), avec un tanto (couteau japonais, 3), un bâton (longueur 1 m environ, 3) et un pistolet (3).

## Jutsu et Jitsu
L'utilisation du terme "jitsu" est passé dans la langage courant et dans la terminologie officielle française. Cependant, il s'agit d'une transcription et d'une prononciation incorrecte du terme jutsu, s'écrivant 術 en japonais.
L'écriture originelle correcte est donc Goshin Jutsu no Kata, de même que Jujitsu devrait s'écrire Jujutsu.

## Techniques
Salut : le salut des partenaires est réalisé debout (ritsu rei), à la différence du nage-no-kata, du katame-no-kata et kime-no-kata.
Une autre différence avec les autres katas est que Tori (celui qui exécute les techniques) se place à gauche du joseki (place d'honneur, là où se site les juges pour une prestation ou les invités de haut rang pour une démonstration) 

- Contre une attaque à mains nues
  - Avec saisies (Kumisukareta-Bawai) - série 1
    - Ryote-dori (Saisie des deux mains [pour donner coup de genou])
    - Hidari-eri-dori (Saisie du revers gauche [en poussant])
    - Migi-eri-dori (Saisie du revers droit [en tirant])
    - Kata-ude-dori (Saisie d'un bras [par l'arrière en poussant sur le coude])
    - Ushiro-eri-dori (Saisie arrière du col [en tirant])
    - Ushiro-jime (Étranglement arrière [par hadaka-jime])
    - Kakae-dori (Ceinture [arrière par-dessus les bras])

  - À distance (Hanareta-Bawai) - série 2
    - Naname-uchi/Tetsui (attaque du poing en crochet sur la tempe)
    - Ago-tsuki (Uppercut)
    - Gammen-tsuki/Maeken-tsuki (Direct au visage)
    - Mae-geri (Coup de pied de face)
    - Yoko-geri (Coup de pied de côté)
- Contre un adversaire armé
  - Tantô (Tanto-No-Bawai) - série 3
    - Tsukkake (Sortie de la dague)
    - Choku-tsuki (Attaque directe)
    - Naname-tsuki (Attaque de haut en bas en diagonale)

  - Bâton (Jiyo-No-Bawai) - série 4
    - Furi-age (Mouvement montant [du bâton])
    - Furi-oroshi (Mouvement descendant [du bâton])
    - Morote-tsuki (Attaque en pointe à deux mains)

  - Pistolet (Kenju-No-Bawai) - série 5
    - Shomen-tsuke (Pistolet à l'abdomen)
    - Doshi-gamae (Pistolet tenu sur le côté)
    - Haimen-tsuke (Pistolet dans le dos)

## Présentation pour les passages de grades (dan)
En France, depuis la réforme encore vigueur en 2024 des passages de grades, le Kodokan Goshin Jutsu peut être présenté pour le premier dan en dominante technique, le deuxième dan en dominante technique (s'il n' a pas été présenté pour le premier dan) et pour les troisième et quatrième dan en complément des kata obligatoires, qui sont le katame-no-kata pour le troisième dan et le kime-no-kata pour le quatrième dan.

## Compétition
Le (Kodokan) Goshin Jutsu est l'un des 5 katas de judo qui peut être présenté en compétition au niveau international avec le Nage-no-kata, le Katame-no-kata, le Kime-no-kata et le Ju-no-kata .